# Stenimas stemmaticalis
Stenimas stemmaticalis är en tvåvingeart som beskrevs av Günther Enderlein 1921. Stenimas stemmaticalis ingår i släktet Stenimas och familjen vapenflugor. Inga underarter finns listade i Catalogue of Life.